# Georges Descrières
Georges Descrières, właśc. Georges René Bergé (ur. 15 kwietnia 1930 w Bordeaux, zm. 19 października 2013 w Cannes) – francuski aktor filmowy, teatralny i telewizyjny, najbardziej znany jako tytułowy Arsène Lupin w serialu telewizyjnym ORTF Arsène Lupin, emitowanym na początku lat 70.

## Kariera
W latach 1958–1985 był członkiem zespołu francuskiego teatru narodowego Comédie-Française. Grał wszystkie główne role w repertuarze.
W 1954 zadebiutował na ekranie w melodramacie Claude’a Autanta-Lary Czerwone i czarne (Le rouge et le noir). Wcielił się w rolę Atosa w filmach kostiumowych: Trzej muszkieterowie cz.1: Diamentowe spinki królowej (Les Trois mousquetaires: La vengeance de Milady, 1961) i Trzej muszkieterowie: Zemsta Milady (Les Trois mousquetaires: La vengeance de Milady, 1961). Zagrał także w amerykańsko-brytyjskim komediodramacie Stanleya Donena Dwoje na drodze (1967) jako kochanek głównej bohaterki, granej przez Audrey Hepburn.
Największą popularność przyniosła mu jednak tytułowa rola w popularnym serialu telewizyjnym Arsène Lupin (1971–1974). W serialu telewizyjnym Sam i Sally (Sam et Sally, 1978–1980) kreował Sama Kramera, jedną z tytułowych postaci – obok Corinne Le Poulain. W telefilmie kanadyjskim Szampański Charlie (Champagne Charlie, 1989) zagrał postać Pierre’a-Henriego u boku Hugh Granta, Megan Gallagher i Megan Follows.
W styczniu 2004 roku został Oficerem Legii Honorowej – najwyższego odznaczenia nadawanego przez rząd francuski, a w maju 2011 Wielkim Oficerem Orderu Narodowego Zasługi.
Zmarł 19 października 2013 w Cannes wskutek choroby nowotworowej w wieku 83 lat.

## Wybrana filmografia

### Filmy fabularne
- 1954: Czerwone i czarne (Le rouge et le noir) jako markiz de Croisenois
- 1955: Le fils de Caroline chérie jako porucznik Tinteville
- 1956: Les aristocrates jako Philippe de Maubrun
- 1956: Doris (TV) jako Florent
- 1957: Bonjour Toubib jako Julien Forget dit Junior
- 1958: Le bourgeois gentilhomme jako Dorante, kochanek hrabiny Dorimène
- 1959: Marie Stuart (TV) jako Leicester
- 1959: Czy chciałby pan ze mną zatańczyć? (Voulez-vous danser avec moi?) jako Gérard Lalemand
- 1959: Trzej muszkieterowie (Les Trois Mousquetaires, TV) jako DeWinter
- 1961: Trzej muszkieterowie cz. 1: Diamentowe spinki królowej (Les Trois mousquetaires: La vengeance de Milady) jako Atos
- 1961: Ce soir ou jamais de Michel Deville jako Guillaume
- 1961: Trzej muszkieterowie: Zemsta Milady (Les Trois mousquetaires: La vengeance de Milady) jako Atos
- 1967: Dwoje na drodze (Voyage à deux) jako David
- 1978: Le sucre jako Vandelmont
- 1989: Szampański Charlie (Champagne Charlie, TV) jako Pierre-Henri

### Seriale TV
- 1971–1974: Arsène Lupin jako Arsène Lupin
- 1972: Słynne ucieczki (Les Évasions célèbres) jako książę Beaufort
- 1977: Richelieu jako Bellegarde
- 1978: Ce diable d’homme jako Richelieu
- 1978–1980: Sam i Sally (Sam et Sally) jako Sam Kramer